# Stirnschild (Reptilien)
| f ag in l la la′ m n p | Frontale Vordere Kinnschilde Internasale Loreale Supralabialia Sublabialia Mentale Nasalia Parietalia | pf pg pro pso pto r so t v | Präfrontalia Hintere Kinnschilde Präoculare Präsuboculare Postocularia Rostrale Supraoculare Vordere und hintere Temporalia Erstes Ventrale |

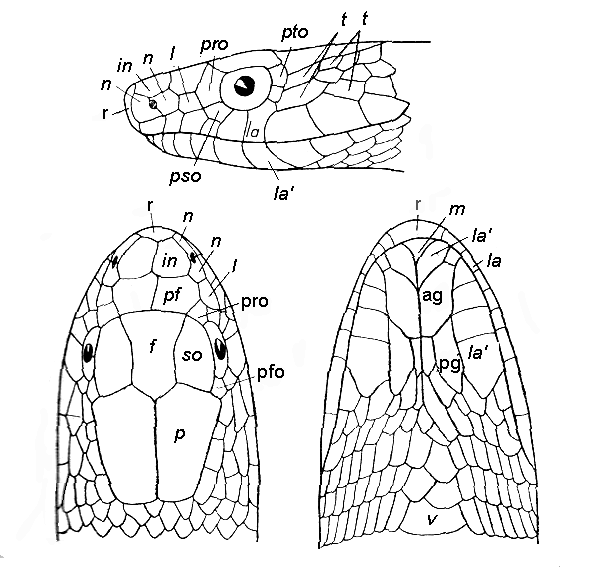
Terminologie der Kopfschuppen am Beispiel der Gefleckten Zornnatter (Platyceps ventromaculatus)

Als Stirnschild wird meist eine Hornschuppe am Kopf einer Schuppenechse (Lepidosauria) bezeichnet. Der lateinische Begriff ist Scutum frontale oder kurz das Frontale. Wie alle Kopfschuppen kann das Frontale zur Bestimmung der Art wichtig sein.
Bei Vögeln kann ein so genannter Stirnschild (auch Frontalschild) als Teil des Schnabels ausgeprägt sein und – wie etwa bei einigen Gattungen der Rallen – die Stirn oder einen Teil derselben bedecken. Ein Beispiel ist das Blässhuhn, bei dem der weiße Stirnschild je nach Jahreszeit, Alter und Geschlecht unterschiedlich groß sein kann.

## Stirnschild der Schuppenechsen

### Ausprägung und Lage
Der Stirnschild liegt, wenn man den Kopf von oben betrachtet, auf Höhe der Augen und kann, je nach Art, direkt an die Schuppen über dem Auge (Supraocularen) angrenzen. Caudal, also in Richtung des Schwanzes grenzt der Stirnschild an die Scheitelschilde (Scutum parietale) und, falls wie beim Iberischen Walzenskink (Chalcides bedriagai) vorhanden, an die Zwischenscheitelschilde (Scutum interparietale). Rostral, also in Richtung der Schnauze, grenzt der Stirnschild an die Präfrontalen, also die „Vorstirnschilde“.
Viele Schlangenarten haben ein einziges Frontale. Andere Arten haben zwei Stirnschilde, die meist zur Schnauzen-Schwanz-Achse symmetrisch sind. Man spricht dann von einem geteilten Frontale. Wie bei vielen Vipern (Viperidae) aber beispielsweise auch beim Angolapython (Python anchietae) können die Kopfschilde auch in viele kleine Schuppen aufgelöst sein.

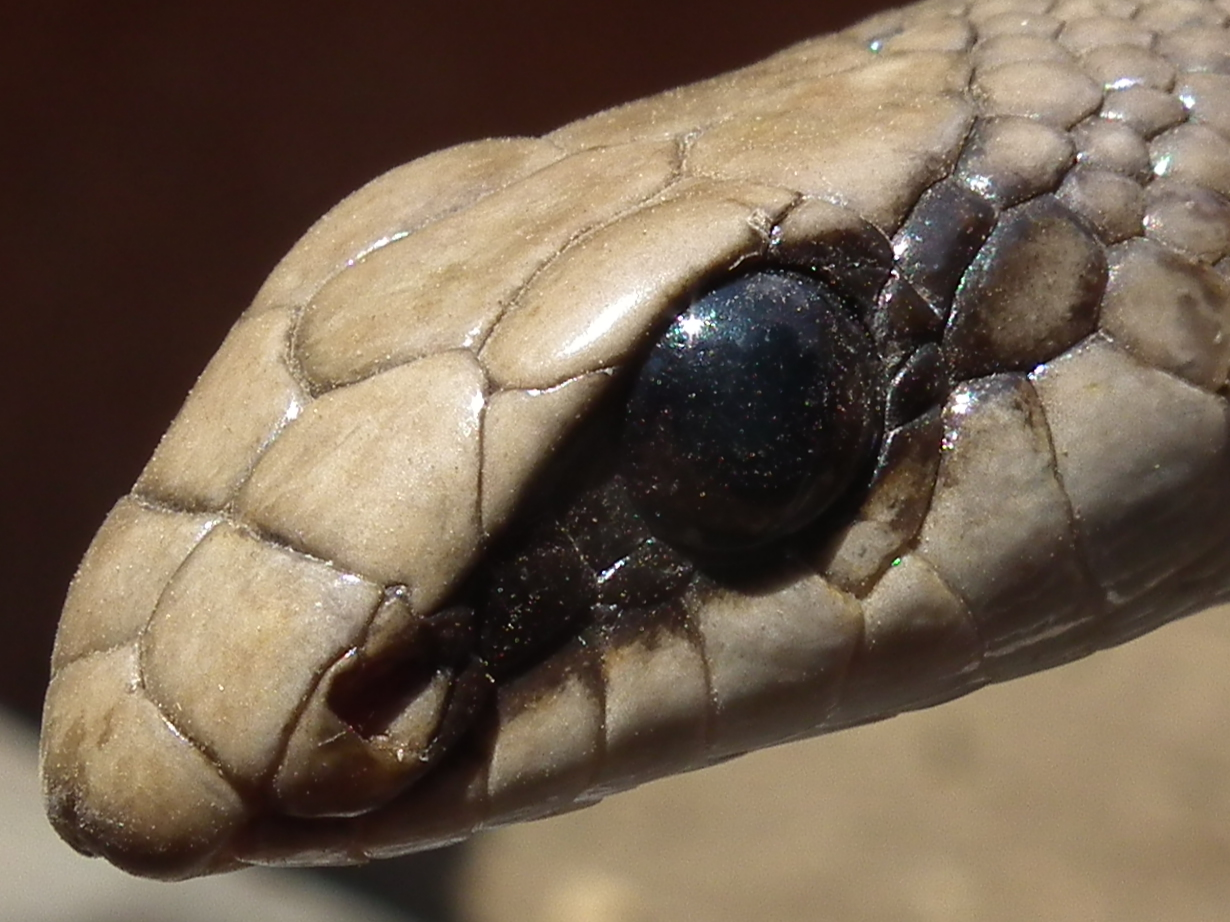
Die Rötliche Schnabelnasen-Natter (Rhamphiophis oxyrhynchus) hat einen ungeteilten Stirnschild.
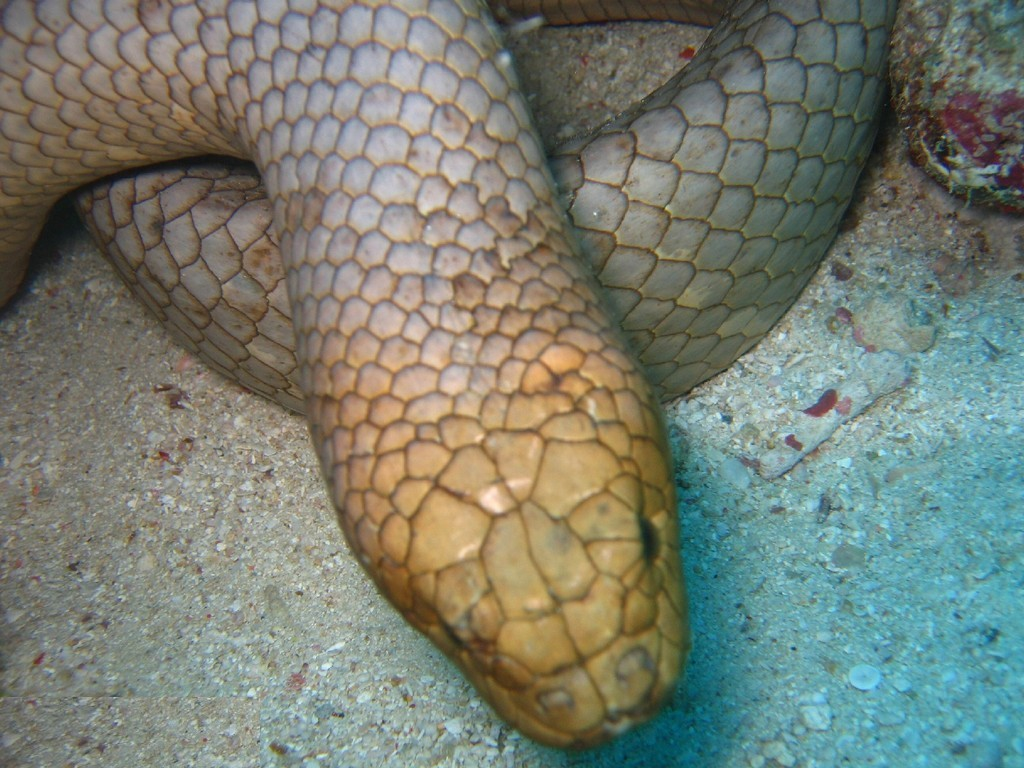
Aipysurus laevis hat einen geteilten Stirnschild.
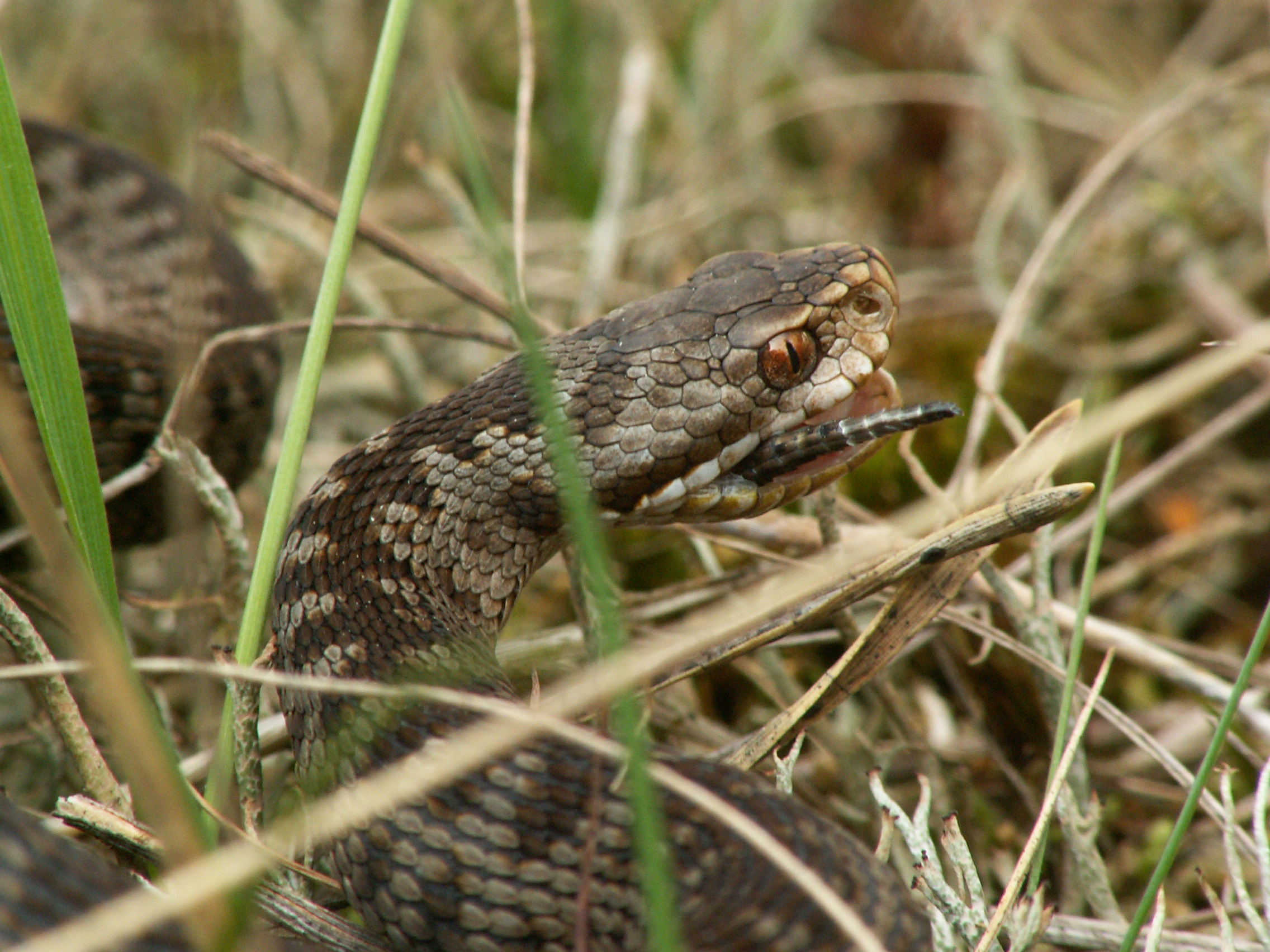
Bei der Kreuzotter (Vipera berus) grenzt das Frontale nicht direkt an das Supraoculare.
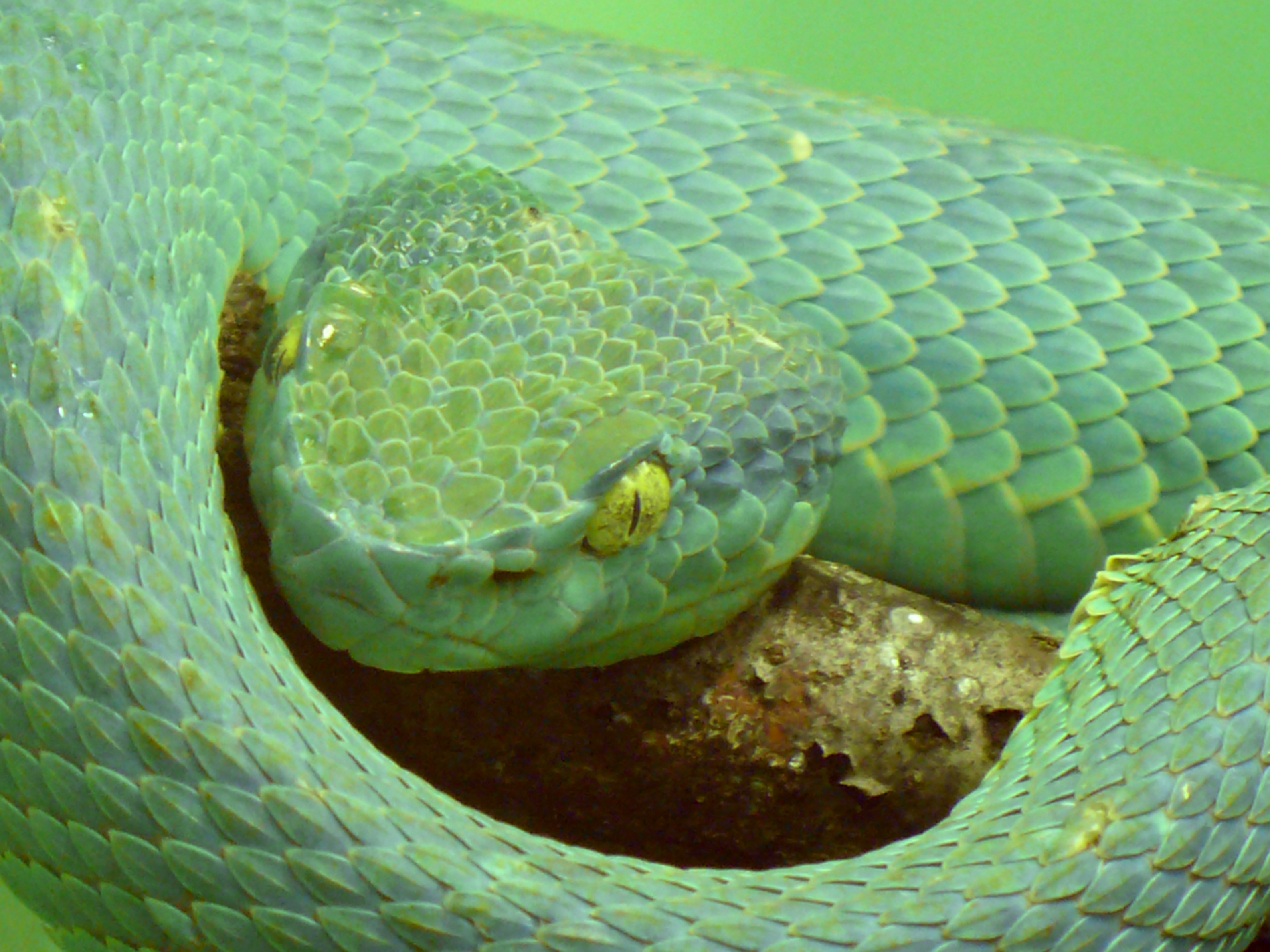
Bei der Grüngelben Palmlanzenotter (Bothriechis lateralis) sind alle Schuppen auf der Kopfoberseite in kleine Einzelschuppen aufgelöst.

Die Form und Ausprägung der Stirnschilde dient zwar zur Unterscheidung von Arten, allerdings kann zumindest oberhalb der Gattungsebene nicht generell von ähnlichen Stirnschilden auf eine nahe Verwandtschaftsbeziehung geschlossen werden. Die folgenden Beispiele zeigen dies:
- Stoliczkia borneensis, eine Höckernatter, und Aipysurus laevis, eine Seeschlange (Hydrophiinae), haben beide ein geteiltes Frontale.[2] Achalinus spinalis,[3] ebenfalls eine Höckernatter, und der Nattern-Plattschwanz (Laticauda colubrina),[4] wiederum eine Seeschlange, haben dagegen beide ein ungeteiltes Frontale.
- In der Familie der Vipern (Viperidae) haben die Europäische Hornotter (Vipera ammodytes)[5] und die Grüngelbe Palmlanzenotter (siehe oben) aufgelöste Kopfschilde. Die Kreuzotter (Vipera berus) und die Chinesische Nasenotter (Deinagkistrodon acutus)[6] haben dagegen ausgeprägte Stirnschilde, obwohl die Kreuzotter näher mit der Hornotter verwandt ist – beide gehören zur Unterfamilie der Echten Vipern (Viperinae) – und die Chinesische Nasenotter wie die Grüngelbe Palmlanzenotter zu den Grubenottern (Crotalinae) gehört.